# ترگویئر
ترگویئر (به فرانسوی: Tréguier) یک کمون در فرانسه است که در Canton of Tréguier واقع شده‌است.

## خصوصیات
ترگویئر ۱٫۵۲ کیلومترمربع مساحت و ۲٬۶۵۹ نفر جمعیت دارد.

## خواهرخوانده
شهر Mondoñedo خواهرخواندهٔ ترگویئر هست.

## نگارخانه

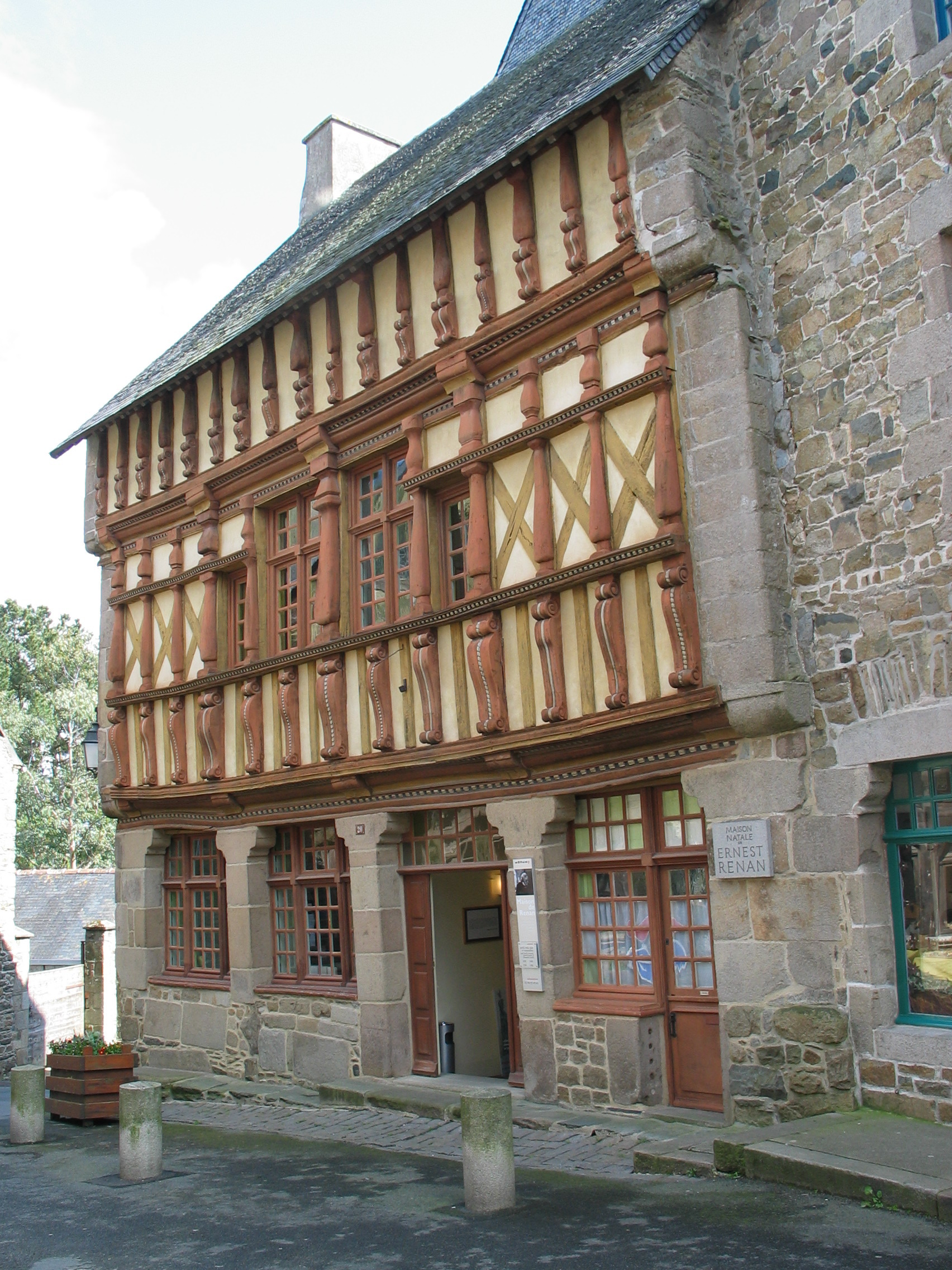
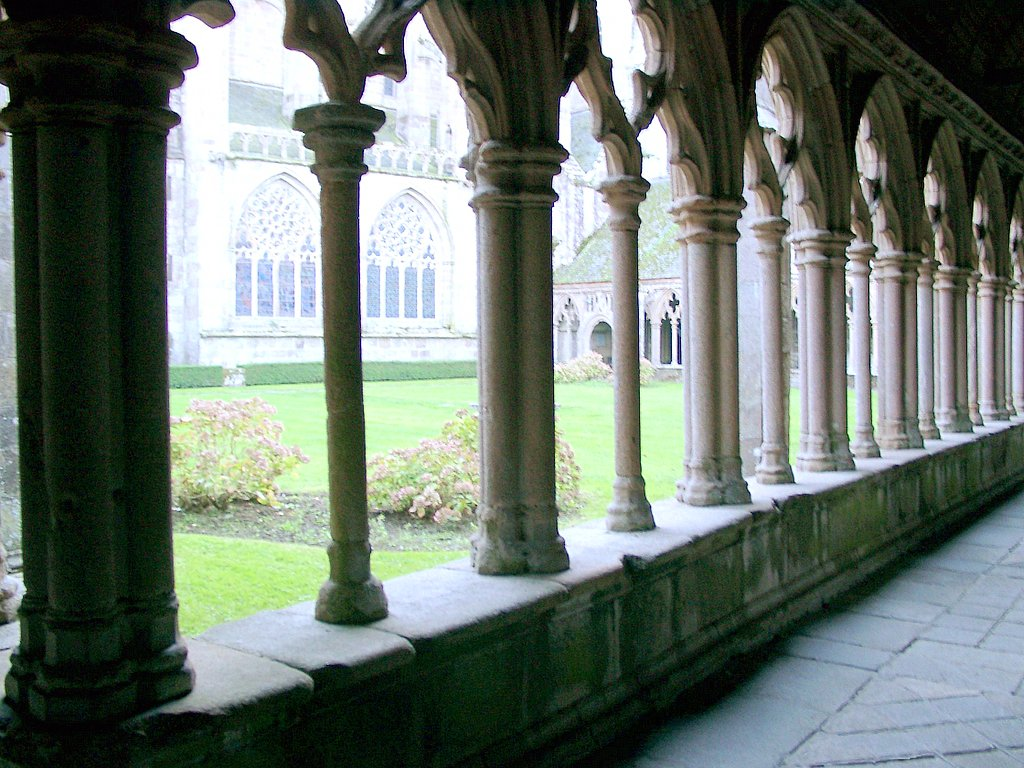